# Чейрекбаши, Латифе Бекир
Латифе Бекир Чейрекбаши (тур. Latife Bekir Çeyrekbaşı; 1901, Стамбул — 23 сентября 1952, Стамбул) — турецкая феминистка, политический деятель. Депутат Великого национального собрания Турции VIII созыва.

## Биография
Родилась в 1901 году в Константинополе, столице Османской империи.
Её прадед Абдуррахман Сами-паша (1794—1882) был одним из образованнейших людей своей эпохи. Её дед Абдуллатиф Супхи-паша (1818—1886) был министром образования Османской империи, а её дядя Хамдуллах Супхи Танрыовер (1885—1966) дважды занимал пост министра народного просвещения Турецкой республики (1920—1921, 1925).
Латифе Бекир получила домашнее образование. Няня обучила её французскому языку. Затем Латифе Бекир выучила греческий язык.
Латифе Бекир работала учителем французского языка в женской учительской школе в Конье. Затем преподавала турецкий язык во французских и греческих школах.
С раннего детства Латифе Бекир была активисткой движения за права женщин. Её мать Незиме-ханым активно участвовала в женских движениях в Салониках и Константинополе в эпоху второй Конституции. В возрасте 17 лет Латифе Бекир стала секретарём женского движения, основанного её матерью при поддержке партии «Единение и прогресс».
В 1923 году Латифе Бекир вместе с Незихе Мухиддин, писательницей Сабихой Сертель и соратницами создала Народную женскую партию. После отказа в регистрации Народная женская партия преобразована в 1924 году в Союз турецких женщин. Союз поддерживала жена президента Турции Ататюрка Латифе-ханым. Союз турецких женщин самораспущен после парламентских выборов 1935 года. В 1949 году Латифе Бекир воссоздала и возглавила Союз турецких женщин, который существует до настоящего времени. Союз турецких женщин участвовал в подготовке Закона № 4320 «О защите семьи», принятого 14 января 1998 года. Позднее Союз работал над Стамбульской конвенцией (Конвенцией Совета Европы о предотвращении и борьбе с насилием в отношении женщин и домашним насилием) и Законом № 6284 «О защите семьи и предупреждении насилия над женщинами», принятым 8 марта 2012 года.
Также Латифе Бекир занималась основанием благотворительных обществ для помощи бедным, детям, обездоленным группам населения и людям с ограниченными возможностями.
По результатам парламентских выборов 1946 года избрана депутатом Великого национального собрания Турции VIII созыва, представляющим Измир, от правящей Народно-республиканской партии (НРП), основанной Ататюрком.
Умерла в возрасте 51 года от рака 23 сентября 1952 года.

## Личная жизнь
Вышла замуж за Бекира Вефу Чейрекбаши (Bekir Vefa Çeyrekbaşı). У них было трое сыновей.
После того, как в 1934 году Великим национальным собранием Турции был принят Закон о фамилиях, Ататюрк дал ей фамилию Ышикдогду (Işıkdoğdu), заявив, что «она родилась как свет (ışık) для турецких женщин». Латифе-ханым предпочла использовать фамилию мужа Чейрекбаши из-за недовольства мужа и статьи 4 Закона о фамилиях, которая гласит, что «фамилия может определяться мужчиной, который является главой семьи».
Её внучка Сема Чейрекбашиоглу (род. 1951) — актриса.